# Rino Lupo
Rino Lupo, pseudonimo di Cesare Vitaliano Lupo (Roma, 15 febbraio 1888 – Roma, 1934 o 1936), è stato un regista e attore italiano.
Lupo è stato attivo prevalentemente all'epoca del film muto, e ha lavorato principalmente in Portogallo, ma ha realizzato film in vari paesi europei.

## Biografia
Nato e cresciuto a Roma, Rino Lupo è stato attivo in Francia dal 1911 presso la casa di produzione Gaumont, il cui direttore artistico era Louis Feuillade. Dopo essere stato presumibilmente aiuto-regista per Le Mariage de minuit di Léonce Perret nel 1912, ha cominciato a girare i suoi primi cortometraggi.
Nel 1913 si è spostato in Germania, dove ha girato, con il nome di César Lupow, nel 1915, durante la prima guerra mondiale, il suo primo lungometraggio: Wenn Völker streiten: Drama aus dem jetzigen Krieg, da considerarsi uno dei primi film tedeschi di propaganda. Nello stesso 1915 è stato attivo in Danimarca, dove ha girato Slør-Danserinden. Successivamente, dal 1916, ha lavorato in Russia, per spostarsi, dopo la rivoluzione d'ottobre, in Polonia. A Varsavia ha fondato un'accademia cinematografica e una rivista specializzata. In questo periodo, dopo qualche esperienza come attore, Lupo ha realizzato, col nome di Cezar Rino-Lupo, altri due film.
Nell'agosto del 1921 Lupo si è trasferito in Portogallo, a Porto, dove ha fondato la Escola de Actores de Cinema (alla quale qualche anno dopo avrebbe studiato Manoel de Oliveira) e ha girato per la Invicta Film di Georges Pallu altri due lungometraggi.
Dopo una parentesi in Spagna, dove gira un film in Galizia, Lupo fa ritorno in Portogallo nel 1926. Il suo ultimo film è stato José do Telhado, del 1929, che ha riscosso un buon successo di pubblico. Si sposta a Parigi, poi a Berlino e nel 1932 partecipa come attore a due produzioni tedesche. Da quella data non si hanno più sue notizie. Lupo è morto a Roma: come data della morte alcune fonti nominano il 1934, altre il 1936.

## Vita privata
Figlio di David e Giuseppa Lupo, Rino ha avuto come fratelli Francesco e Beatrice. Ha sposato nel 1923 l'attrice Aida Monteiro Esteves (1903-ca. 1982), dalla quale ha avuto la figlia Lalka Simon (1923-2002).

## Filmografia

### Regista
- Wenn Völker streiten (1915)
- Slør-Danserinden (1915)
- Dwie urny (1921)
- Przez pieklo, anche sceneggiatura (1921)
- Mulheres da Beira, anche sceneggiatura (1923)
- Os Lobos, anche sceneggiatura (1923)
- O Desconhecido (1926)
- Carmiña, flor de Galicia (1926)
- O Diabo em Lisboa (incompiuto) (1927)
- As Aventuras do Tenor Romão (1927)
- Fátima Milagrosa, anche sceneggiatura (1928)
- O Diabo em Lisboa, anche sceneggiatura (incompiuto) (1928)
- José do Telhado, anche montaggio (1929)

### Attore
- Blanc et noir, regia di Eugeniusz Modzelewski (1919)